# Élections législatives de 2017 dans le Jura
Les élections législatives françaises de 2017 se déroulent les 11 et 18 juin. Dans le département du Jura, trois députés sont à élire dans le cadre de trois circonscriptions.

## Élus
| Circonscription                                 | Député sortant         | Parti | Parti | Député élu ou réélu    | Parti | Parti |
| ----------------------------------------------- | ---------------------- | ----- | ----- | ---------------------- | ----- | ----- |
| 1re                                             | Jacques Pélissard*     |       | LR    | Danielle Brulebois     |       | LREM  |
| 2e                                              | Marie-Christine Dalloz |       | LR    | Marie-Christine Dalloz |       | LR    |
| 3e                                              | Jean-Marie Sermier     |       | LR    | Jean-Marie Sermier     |       | LR    |
| * député sortant ne se représentant pas en 2017 |                        |       |       |                        |       |       |

## Rappel des résultats départementaux des élections de 2012
| Parti          | Parti                              | Premier tour | Premier tour | Second tour | Second tour | Sièges |
| Parti          | Parti                              | Voix         | %            | Voix        | %           | Sièges |
| -------------- | ---------------------------------- | ------------ | ------------ | ----------- | ----------- | ------ |
|                | Union pour un mouvement populaire  | 45 153       | 38,65        | 60 130      | 53,20       | 3      |
|                | Parti radical                      | 2 989        | 2,56         |             |             | 0      |
|                | Divers droite dont DLR, PCD        | 1 203        | 1,03         | 0           |             |        |
|                | Droite parlementaire               | 49 345       | 42,24        | 60 130      | 53,20       | 3      |
|                |                                    |              |              |             |             |        |
|                | Parti socialiste dont PRG          | 33 071       | 28,31        | 52 894      | 46,80       | 0      |
|                | Europe Écologie Les Verts          | 3 170        | 2,71         |             |             | 0      |
|                | Divers gauche dont MRC             | 375          | 0,32         | 0           |             |        |
|                | Majorité présidentielle            | 36 616       | 31,34        | 52 894      | 46,80       | 0      |
|                |                                    |              |              |             |             |        |
|                | Front national                     | 14 465       | 12,38        |             |             | 0      |
|                | Front de gauche                    | 12 745       | 10,91        | 0           |             |        |
|                | Extrême gauche dont LO, NPA et POI | 1 446        | 1,24         | 0           |             |        |
|                | Divers écologiste dont MÉI et AÉI  | 1 337        | 1,14         | 0           |             |        |
|                | Mouvement démocrate                | 669          | 0,57         | 0           |             |        |
|                | Divers                             | 208          | 0,18         | 0           |             |        |
|                |                                    |              |              |             |             |        |
| Inscrits       | Inscrits                           | 188 364      | 100,00       | 188 350     | 100,00      | 3      |
| Abstentions    | Abstentions                        | 69 787       | 37,05        | 71 742      | 38,09       |        |
| Votants        | Votants                            | 118 577      | 62,95        | 116 608     | 61,91       |        |
| Blancs et nuls | Blancs et nuls                     | 1 746        | 1,47         | 3 584       | 3,07        |        |
| Exprimés       | Exprimés                           | 116 831      | 98,53        | 113 024     | 96,93       |        |

## Résultats

### Résultats à l'échelle du département
|                                          |                           |                           |                           |                          |                          |  |
|                                          |                           | Premier tour 11 juin 2017 | Premier tour 11 juin 2017 | Second tour 18 juin 2017 | Second tour 18 juin 2017 |  |
|                                          |                           |                           |                           |                          |                          |  |
|                                          |                           | Nombre                    | % des inscrits            | Nombre                   | % des inscrits           |  |
| Inscrits                                 | Inscrits                  | 190 162                   | 100,00                    | 190 145                  | 100,00                   |  |
| Abstentions                              | Abstentions               | 89 211                    | 46,91                     | 100 205                  | 52,70                    |  |
| Votants                                  | Votants                   | 100 951                   | 53,09                     | 89 940                   | 47,30                    |  |
|                                          |                           |                           | % des votants             |                          | % des votants            |  |
| Bulletins blancs                         | Bulletins blancs          | 1 429                     | 1,42                      | 7 090                    | 7,88                     |  |
| Bulletins nuls                           | Bulletins nuls            | 689                       | 0,68                      | 2 887                    | 3,21                     |  |
| Suffrages exprimés                       | Suffrages exprimés        | 98 833                    | 97,90                     | 79 963                   | 88,91                    |  |
|                                          |                           |                           |                           |                          |                          |  |
| Étiquette politique                      | Étiquette politique       | Voix                      | % des exprimés            | Voix                     | % des exprimés           |  |
|                                          |                           |                           |                           |                          |                          |  |
|                                          | Les Républicains          | 26 202                    | 26,51                     | 42 020                   | 52,54                    |  |
|                                          | Mouvement démocrate       | 17 240                    | 17,44                     | 22 445                   | 28,07                    |  |
|                                          | La France insoumise       | 13 509                    | 13,67                     |                          |                          |  |
|                                          | Front national            | 13 173                    | 13,33                     |                          |                          |  |
|                                          | La République en marche   | 12 265                    | 12,41                     | 15 498                   | 19,38                    |  |
|                                          | Parti socialiste          | 3 596                     | 3,64                      |                          |                          |  |
|                                          | Parti communiste français | 2 848                     | 2,88                      |                          |                          |  |
|                                          | Écologiste                | 2 645                     | 2,68                      |                          |                          |  |
|                                          | Divers droite             | 2 584                     | 2,61                      |                          |                          |  |
|                                          | Debout la France          | 1 753                     | 1,77                      |                          |                          |  |
|                                          | Divers                    | 1 511                     | 1,53                      |                          |                          |  |
|                                          | Extrême gauche            | 758                       | 0,77                      |                          |                          |  |
|                                          | Divers gauche             | 749                       | 0,76                      |                          |                          |  |
| Source : Ministère de l'Intérieur - Jura |                           |                           |                           |                          |                          |  |

### Résultats par circonscription

#### Première circonscription
Député sortant : Jacques Pélissard (Les Républicains).
|                                                                      |                                                                                              |                           |                           |                          |                          |
|                                                                      |                                                                                              | Premier tour 11 juin 2017 | Premier tour 11 juin 2017 | Second tour 18 juin 2017 | Second tour 18 juin 2017 |
|                                                                      |                                                                                              |                           |                           |                          |                          |
|                                                                      |                                                                                              | Nombre                    | % des inscrits            | Nombre                   | % des inscrits           |
| Inscrits                                                             | Inscrits                                                                                     | 65 429                    | 100,00                    | 65 422                   | 100,00                   |
| Abstentions                                                          | Abstentions                                                                                  | 30 095                    | 46,00                     | 34 587                   | 52,87                    |
| Votants                                                              | Votants                                                                                      | 35 334                    | 54,00                     | 30 835                   | 47,13                    |
|                                                                      |                                                                                              |                           | % des votants             |                          | % des votants            |
| Bulletins blancs                                                     | Bulletins blancs                                                                             | 607                       | 1,72                      | 2 944                    | 8,90                     |
| Bulletins nuls                                                       | Bulletins nuls                                                                               | 214                       | 0,61                      | 1 115                    | 4,26                     |
| Suffrages exprimés                                                   | Suffrages exprimés                                                                           | 34 513                    | 97,68                     | 26 776                   | 86,84                    |
|                                                                      |                                                                                              |                           |                           |                          |                          |
| Étiquette politique                                                  | Étiquette politique                                                                          | Voix                      | % des exprimés            | Voix                     | % des exprimés           |
|                                                                      |                                                                                              |                           |                           |                          |                          |
|                                                                      | Danielle Brulebois La République en marche                                                   | 12 266                    | 35,54                     | 15 498                   | 57,88                    |
|                                                                      | Cyrille Brero Les Républicains (Union des démocrates et indépendants)                        | 6 120                     | 17,73                     | 11 278                   | 42,12                    |
|                                                                      | Gabriel Amard La France insoumise                                                            | 4 906                     | 14,21                     |                          |                          |
|                                                                      | Jean-Paul Ecard Front national                                                               | 4 274                     | 12,38                     |                          |                          |
|                                                                      | Marc-Henri Duvernet Parti socialiste (Europe Écologie Les Verts - Parti communiste français) | 3 596                     | 10,42                     |                          |                          |
|                                                                      | Gilles Moriconi Debout la France                                                             | 1 213                     | 3,51                      |                          |                          |
|                                                                      | Benjamin Marraud des Grottes Les Républicains diss.                                          | 1 011                     | 2,93                      |                          |                          |
|                                                                      | Gérard Dobelli Mouvement 100 %                                                               | 526                       | 1,52                      |                          |                          |
|                                                                      | Johanne Morel Lutte ouvrière                                                                 | 235                       | 0,68                      |                          |                          |
|                                                                      | Ramazan Ipek Parti égalité et justice                                                        | 186                       | 0,54                      |                          |                          |
|                                                                      | Alain Janniaux Union populaire républicaine                                                  | 180                       | 0,52                      |                          |                          |
|                                                                      | Michel Lapierre Divers droite                                                                | 0                         | 0,00                      |                          |                          |
| Source : Ministère de l'Intérieur - Première circonscription du Jura |                                                                                              |                           |                           |                          |                          |

#### Deuxième circonscription
Députée sortante : Marie-Christine Dalloz (Les Républicains).
|                                                                      |                                                                                                   |                           |                           |                          |                          |
|                                                                      |                                                                                                   | Premier tour 11 juin 2017 | Premier tour 11 juin 2017 | Second tour 18 juin 2017 | Second tour 18 juin 2017 |
|                                                                      |                                                                                                   |                           |                           |                          |                          |
|                                                                      |                                                                                                   | Nombre                    | % des inscrits            | Nombre                   | % des inscrits           |
| Inscrits                                                             | Inscrits                                                                                          | 55 227                    | 100,00                    | 55 226                   | 100,00                   |
| Abstentions                                                          | Abstentions                                                                                       | 27 223                    | 49,29                     | 30 061                   | 54,43                    |
| Votants                                                              | Votants                                                                                           | 28 004                    | 50,71                     | 25 165                   | 45,57                    |
|                                                                      |                                                                                                   |                           | % des votants             |                          | % des votants            |
| Bulletins blancs                                                     | Bulletins blancs                                                                                  | 377                       | 1,35                      | 1 710                    | 6,54                     |
| Bulletins nuls                                                       | Bulletins nuls                                                                                    | 156                       | 0,56                      | 607                      | 2,66                     |
| Suffrages exprimés                                                   | Suffrages exprimés                                                                                | 27 471                    | 98,10                     | 22 848                   | 90,80                    |
|                                                                      |                                                                                                   |                           |                           |                          |                          |
| Étiquette politique                                                  | Étiquette politique                                                                               | Voix                      | % des exprimés            | Voix                     | % des exprimés           |
|                                                                      |                                                                                                   |                           |                           |                          |                          |
|                                                                      | Marie-Christine Dalloz (députée sortante) Les Républicains (Union des démocrates et indépendants) | 8 014                     | 29,17                     | 13 063                   | 57,17                    |
|                                                                      | Anne Prost-Grosjean Mouvement démocrate (La République en marche)                                 | 7 482                     | 27,24                     | 9 785                    | 42,83                    |
|                                                                      | Julie Lançon La France insoumise                                                                  | 3 323                     | 12,10                     |                          |                          |
|                                                                      | Nathalie Desseigne Front national                                                                 | 3 209                     | 11,68                     |                          |                          |
|                                                                      | Jean-Louis Millet Divers droite                                                                   | 1 573                     | 5,73                      |                          |                          |
|                                                                      | Christophe Masson Europe Écologie Les Verts (Parti socialiste - Parti communiste français)        | 1 545                     | 5,62                      |                          |                          |
|                                                                      | Jean-Daniel Maire La République en marche diss.                                                   | 749                       | 2,73                      |                          |                          |
|                                                                      | Francisque Bailly-Cochet Divers                                                                   | 551                       | 2,01                      |                          |                          |
|                                                                      | Dominique Biichlé Écologiste (Confédération pour l'homme, l'animal et la planète)                 | 308                       | 1,12                      |                          |                          |
|                                                                      | Dominique Oudin Écologiste                                                                        | 266                       | 0,97                      |                          |                          |
|                                                                      | Isabelle Marchal Lutte ouvrière                                                                   | 155                       | 0,56                      |                          |                          |
|                                                                      | Larbi Laabid Parti égalité et justice                                                             | 151                       | 0,55                      |                          |                          |
|                                                                      | Frédéric Jaillet Union populaire républicaine                                                     | 145                       | 0,53                      |                          |                          |
| Source : Ministère de l'Intérieur - Deuxième circonscription du Jura |                                                                                                   |                           |                           |                          |                          |

#### Troisième circonscription
Député sortant : Jean-Marie Sermier (Les Républicains).
|                                                                       |                                                                                             |                           |                           |                          |                          |
|                                                                       |                                                                                             | Premier tour 11 juin 2017 | Premier tour 11 juin 2017 | Second tour 18 juin 2017 | Second tour 18 juin 2017 |
|                                                                       |                                                                                             |                           |                           |                          |                          |
|                                                                       |                                                                                             | Nombre                    | % des inscrits            | Nombre                   | % des inscrits           |
| Inscrits                                                              | Inscrits                                                                                    | 69 497                    | 100,00                    | 69 497                   | 100,00                   |
| Abstentions                                                           | Abstentions                                                                                 | 31 895                    | 45,89                     | 35 557                   | 51,16                    |
| Votants                                                               | Votants                                                                                     | 37 602                    | 54,11                     | 33 940                   | 48,84                    |
|                                                                       |                                                                                             |                           | % des votants             |                          | % des votants            |
| Bulletins blancs                                                      | Bulletins blancs                                                                            | 555                       | 1,48                      | 2 436                    | 6,66                     |
| Bulletins nuls                                                        | Bulletins nuls                                                                              | 197                       | 0,52                      | 1 165                    | 3,95                     |
| Suffrages exprimés                                                    | Suffrages exprimés                                                                          | 36 850                    | 98,00                     | 30 339                   | 89,39                    |
|                                                                       |                                                                                             |                           |                           |                          |                          |
| Étiquette politique                                                   | Étiquette politique                                                                         | Voix                      | % des exprimés            | Voix                     | % des exprimés           |
|                                                                       |                                                                                             |                           |                           |                          |                          |
|                                                                       | Jean-Marie Sermier (député sortant) Les Républicains (Union des démocrates et indépendants) | 12 068                    | 32,75                     | 17 679                   | 58,27                    |
|                                                                       | Paul-Henri Bard Mouvement démocrate (La République en marche)                               | 9 758                     | 26,48                     | 12 660                   | 41,73                    |
|                                                                       | Stéphane Montrelay Front national                                                           | 5 690                     | 15,44                     |                          |                          |
|                                                                       | Jean-Bernard Marcuzzi La France insoumise                                                   | 5 280                     | 14,33                     |                          |                          |
|                                                                       | Laurence Bernier Parti communiste français (Europe Écologie Les Verts - Parti socialiste)   | 2 848                     | 7,73                      |                          |                          |
|                                                                       | Sylvie Viard Debout la France                                                               | 540                       | 1,47                      |                          |                          |
|                                                                       | Dominique Revoy Lutte ouvrière                                                              | 368                       | 1,00                      |                          |                          |
|                                                                       | Véronique Henry Union populaire républicaine                                                | 200                       | 0,54                      |                          |                          |
|                                                                       | Ali Kurt Parti égalité et justice                                                           | 98                        | 0,27                      |                          |                          |
| Source : Ministère de l'Intérieur - Troisième circonscription du Jura |                                                                                             |                           |                           |                          |                          |